# Berea (Ohio)
Berea é uma cidade localizada no estado norte-americano do Ohio, no Condado de Cuyahoga.

## Demografia
Segundo o censo norte-americano de 2000, a sua população era de 18.970 habitantes. 
Em 2006, foi estimada uma população de 18.139, um decréscimo de 831 (-4.4%).

## Geografia
De acordo com o United States Census Bureau tem uma área de 14,4 km², dos quais 14,1 km² cobertos por terra e 0,3 km² cobertos por água. Berea localiza-se a aproximadamente 262 m acima do nível do mar.

## Localidades na vizinhança
O diagrama seguinte representa as localidades num raio de 8 km ao redor de Berea. 